# Prosopocera superba
Prosopocera superba är en skalbaggsart som beskrevs av Stefan von Breuning 1947. Prosopocera superba ingår i släktet Prosopocera och familjen långhorningar.
Artens utbredningsområde är Kenya. Inga underarter finns listade i Catalogue of Life.